# بيتر إتش. إنغل
بيتر إتش. إنغل هو محامي وسياسي أمريكي، ولد في 10 يناير 1808، وتوفي في 7 فبراير 1844.